# 泉州公交702路
泉州公交702路是中国泉州市境内的一条公共交通线路，全程11公里。起讫点为杏田公交站至群青村，运营时间为杏田公交站：6:30-17:30；群青村：7:00-17:00
该线目前暂停运营

## 历史
- 2014年12月17日，泉州台商投资区公共交通发展有限公司（公交集团所属子公司）筹划702路区内支线公交，并确定路线、走向[1]
- 2015年1月30日，泉州公交发布702路开通预告信息[2]
- 2015年2月1日，泉州公交开通702路。初期运行区间为盛达商贸城-井头村，票价¥1.0/人。运营时间为盛达商贸城6:30-17:40，井头村7:10-18:30。使用车型为自2路退下的1部亚星JS6906GHA、自20路、K301路退下的各1部JS6880C93H型柴油空调客车[3][4][5]
- 2017年1月，702路更换为2部大金龙XMQ6762NEG3，原有2部亚星JS6880C93H退役
- 2018年1月20日，702路接手并更换自K508路退下的1部恒通CKZ6851HNA5，以及21路退下的2部QAC6100NG5-1型LNG空调公交车。原有1部JS6906GHA、2部XMQ6762NEG3退役。
- 2018年6月1日，702路与706路合并成新706路，原有702路停止运行[6]，并退下2部QAC6100NG5-1和1部CKZ6851HNA5
- 2019年4月1日，泉州公交重新开通702路。并调整运行区间为杏田首末站-台商公交中心枢纽站，票价¥2.0/人。运营时间为杏田首末站6:30-17:00，台商公交中心枢纽站7:20-18:00[7]，使用车型为自K508路退下的4部中车时代TEG6851BEV09型空调电动巴士
- 2019年7月4日，因台商公交中心枢纽站地块征收需要，702路由台商公交中心枢纽站调整至群青村始发终到。运营时间调整为杏田公交站：6:30-17:30、群青村：7:00-17:00。配车数不变。[8]
- 2020年1月22日，因张坂杏坑村渠桥进行危桥改造。702路自该日起往杏田方向单边取消途经东园街、东张路、乡道186线，改为直行杏秀路至杏田。[9]
- 2020年1月26日，为配合惠安县交通局及台投区规划建设与交通局关于新型冠状病毒肺炎防控要求。702路自当日14:00起暂停运行至2月16日。[10][11]
- 2020年2月17日，702路自该日起恢复运营。首末班时间、票价不变，每车次限载15人。[12]
- 2020年7月1日，因K20路开通需要，台投公司抽调702路4部TEG6851BEV09至K20路运行，并置换为1部福田BJ6760C5MCB-1，配车数降为1部。
- 2020年9月1日，受福厦客运专线泉州东站施工影响导致其无法途径Y186乡道，自该日起702路暂停运营，恢复时间待定。[13]

## 站点
| 路线 | 路线 | 路线 | 所在地区、街道 | 所在地区、街道 | 站点名           | 备注   |
| ---- | ---- | ---- | -------------- | -------------- | ---------------- | ------ |
|      |      |      | 台投区         | 杏秀路         | 杏田公交站       | 起讫站 |
|      |      |      | 台投区         | 杏秀路         | 锦厝村           |        |
|      |      |      | 台投区         | Y186           | 锦西小学         |        |
|      |      |      | 台投区         | Y186           | 长新村委会       |        |
|      |      |      | 台投区         | Y186           | 坑外村           |        |
|      |      |      | 台投区         | Y186           | 埔塘村           |        |
|      |      |      | 台投区         | Y186           | 玉塘村           |        |
|      |      |      | 台投区         | Y186           | 玉田村           |        |
|      |      |      | 台投区         | Y186           | 群力小学         |        |
|      |      |      | 台投区         | 东张路         | 群力村           |        |
|      |      |      | 台投区         | 东张路         | 塘南村           |        |
|      |      |      | 台投区         | 东张路         | 东园供电所       | ↓      |
|      |      |      | 台投区         | 东张路         | 仑山村           |        |
|      |      |      | 台投区         | 东张路         | 十六中           |        |
|      |      |      | 台投区         | 东张路         | 灵溪村           |        |
|      |      |      | 台投区         | 东园街         | 东园村           |        |
|      |      |      | 台投区         | 东园街         | 东园镇政府       |        |
|      |      |      | 台投区         | 东园街         | 惠南华侨医院     |        |
|      |      |      | 台投区         | 杏秀路         | 交通执法大队     |        |
|      |      |      | 台投区         | 杏秀路         | 后西街           |        |
|      |      |      | 台投区         | 杏秀路         | 亚洲艺术公园东门 |        |
|      |      |      | 台投区         | 杏秀路         | 弘润医院         |        |
|      |      |      | 台投区         | 杏秀路         | 群青村           | 起讫站 |

## 票价
702路计价方式为一票制，票价¥2.0。
- 泉通卡普通卡9折，月票卡乘坐刷1次。敬老卡、爱心卡有效
- 可使用泉城通APP及支付宝、云闪付、微信乘车码支付

## 配车
- 亚星JS6880C93H
（2015.2 - 2017.1）
- 亚星JS6906GHA
（2015.2 - 2018.1）
- 恒通CKZ6851HNA5
（2018.1 - 2018.5）
- 西虎QAC6100NG5-1
（2018.1 - 2018.5）
- 中车时代TEG6851BEV09
（2019.4 - 2020.6）

## 相关
- 泉州公交线路列表
- 泉州公交706路